# Comet Lake
Comet Lake – mikroarchitektura procesorów firmy Intel, która zadebiutowała 30 kwietnia 2020 roku, tym samym zastępując starszą Coffee Lake. Mikroarchitektura tak jak w przypadku poprzedników bazuje na 14 nanometrowym procesie technologicznym w udoskonalonej wersji. Procesory wykorzystują nową podstawkę LGA 1200, która nie jest kompatybilna wstecznie z poprzednią LGA 1151.

## Zmiany[1]
- Wprowadzenie technologii Thermal Velocity Boost
- Więcej rdzeni/wątków
- Wsparcie dla pamięci DDR4 2933 MHz
- Usprawnienie procesu podkręcania
- Wsparcie dla kontrolera sieciowego o przepustowości 2,5 Gb/s

## Comet Lake Refresh[2][3]
16 marca 2021 roku Intel zapowiedział odświeżone modele procesorów Comet Lake Core i3 i Pentium Gold. Procesory te mają te same cechy, co ich oryginalne wersje, choć z wyższą częstotliwością o 100 MHz i ostatnią cyfrą zmienioną z zera na pięć. 
| Seria        | Model  | Rdzenie (wątki) | Częstotliwość rdzeni (GHz) | Częstotliwość rdzeni (GHz) | Częstotliwość rdzeni (GHz) | iGPU    | iGPU       | Smart cache (MB) | TDP      | TDP    | Wsparcie pamięci (USD)           |
| Seria        | Model  | Rdzenie (wątki) | Bazowa                     | Turbo All Cores            | Turbo Boost 2.0            | Model   | Max. częs. | Smart cache (MB) | TDP      | TDP    | Wsparcie pamięci (USD)           |
| Seria        | Model  | Rdzenie (wątki) | Bazowa                     | Turbo All Cores            | Turbo Boost 2.0            | Model   | Max. częs. | Smart cache (MB) | Obniżone | Bazowe | Wsparcie pamięci (USD)           |
| ------------ | ------ | --------------- | -------------------------- | -------------------------- | -------------------------- | ------- | ---------- | ---------------- | -------- | ------ | -------------------------------- |
| Core i3      | 10325  | 4 (8)           | 3,9                        | 4,5                        | 4,7                        | UHD 630 | 1,15       | 8                | –        | 65     | DDR4-2666 Dual-channel do 128 GB |
| Core i3      | 10305  | 4 (8)           | 3,8                        | 4,3                        | 4,5                        | UHD 630 | 1,15       | 8                | –        | 65     | DDR4-2666 Dual-channel do 128 GB |
| Core i3      | 10305T | 4 (8)           | 3,0                        | 3,7                        | 4,0                        | UHD 630 | 1,10       | 8                | 25       | 35     | DDR4-2666 Dual-channel do 128 GB |
| Core i3      | 10105  | 4 (8)           | 3,7                        | 4,2                        | 4,4                        | UHD 630 | 1,10       | 6                | –        | 65     | DDR4-2666 Dual-channel do 128 GB |
| Core i3      | 10105F | 4 (8)           | 3,7                        | 4,2                        | 4,4                        | –       | –          | 6                | –        | 65     | DDR4-2666 Dual-channel do 128 GB |
| Core i3      | 10105T | 4 (8)           | 3,0                        | 3,6                        | 3,9                        | UHD 630 | 1,10       | 6                | 25       | 35     | DDR4-2666 Dual-channel do 128 GB |
| Pentium Gold | G6605  | 2 (4)           | 4,3                        | –                          | –                          | UHD 630 | 1,10       | 4                | –        | 58     | DDR4-2666 Dual-channel do 128 GB |
| Pentium Gold | G6505  | 2 (4)           | 4,2                        | –                          | –                          | UHD 630 | 1,10       | 4                | –        | 58     | DDR4-2666 Dual-channel do 128 GB |
| Pentium Gold | G6505T | 2 (4)           | 3,6                        | –                          | –                          | UHD 630 | 1,05       | 4                | 25       | 35     | DDR4-2666 Dual-channel do 128 GB |
| Pentium Gold | G6405  | 2 (4)           | 4,1                        | –                          | –                          | UHD 610 | 1,05       | 4                | –        | 58     | DDR4-2666 Dual-channel do 128 GB |
| Pentium Gold | G6405T | 2 (4)           | 3,3                        | –                          | –                          | UHD 610 | 1,05       | 4                | 25       | 35     | DDR4-2666 Dual-channel do 128 GB |